# 白同訓
白同訓（ベク・ドンフン、韓国語：백동훈、1990年9月16日 - ）は、大韓民国のソウル特別市出身の元プロ野球選手（外野手）。改名前の名前は「白珉基（ベク・ミンギ、백민기）」だった。

## 経歴

### ロッテ時代
2013年にロッテ・ジャイアンツから指名を受けて入団した。
しかし2014年と2015年は孫児葉や金紋滸といった主力外野手が全盛期だったこともあってロッテの厚い外野陣になかなか割って入れず、わずかに与えられたチャンスでも役割を果たせず無安打だった。
2016年に軍に入隊し、2017年に除隊された。

### 斗山時代
同年オフに斗山ベアーズの閔炳憲がFA権を行使してロッテに移籍してくると、彼はその補償選手として斗山に移籍することになった。
2018年にプロ初ホームランを放った。さらに長打力と守備力を買われて鞠海成や鄭振浩とともに外野のバックアップとして出場機会をつかんでいった。また同年に白珉基から白同訓に改名。
同年の韓国シリーズ4次戦では負傷で試合に出場できなくなった金宰煥にかわって「9番・左翼手」で先発出場した。そして猛打賞の活躍を見せ、中でも5回には打球が相手の守備に阻まれそうになったがヘッドスライディングをきめて内野安打にするという闘志あふれるプレーを見せ、ファンを感動させた。
2019年も昨年同様、金仁泰などとともに外野のバックアップとして出場することが多く、同年は自己最多を更新する41試合に出場した。
2021年は5試合に出場するも無安打に終わり、同年シーズン終了後に自由契約となった。

## プレースタイル・人物
体重100キロの巨漢だがスピードが自慢である。斗山は彼を補償選手に指名した理由を彼の機動力を高く評価し、まだ中途半端だが長打力にも注目したと発表している。
守備範囲が広く、高校時代に投手だったこともあって肩も強い。ただし打撃は直球には強いが変化球への対応がかなり下手であり選球眼も悪いため、主に代走や守備固めで登場している。
積極的なスイングが魅力だが、早打ちで四球が少ない。また釣り球に手を出したり大振りしすぎたりして三振することも多い。
普段は無口で物静かな性格だという。そのためオフの日は自宅で静かに過ごしていることが多いと語っている。

## 詳細情報

### 年度別打撃成績
| 年 度    | 球 団    | 試 合 | 打 席 | 打 数 | 得 点 | 安 打 | 二 塁 打 | 三 塁 打 | 本 塁 打 | 塁 打 | 打 点 | 盗 塁 | 盗 塁 死 | 犠 打 | 犠 飛 | 四 球 | 敬 遠 | 死 球 | 三 振 | 併 殺 打 | 打 率 | 出 塁 率 | 長 打 率 | O P S |
| -------- | -------- | ----- | ----- | ----- | ----- | ----- | -------- | -------- | -------- | ----- | ----- | ----- | -------- | ----- | ----- | ----- | ----- | ----- | ----- | -------- | ----- | -------- | -------- | ----- |
| 2013     | ロッテ   | 30    | 18    | 18    | 7     | 2     | 0        | 0        | 0        | 2     | 0     | 4     | 2        | 0     | 0     | 0     | 0     | 0     | 8     | 0        | .111  | .111     | .111     | .222  |
| 2014     | ロッテ   | 9     | 1     | 1     | 1     | 0     | 0        | 0        | 0        | 0     | 0     | 0     | 1        | 0     | 0     | 0     | 0     | 0     | 0     | 0        | .000  | .000     | .000     | .000  |
| 2015     | ロッテ   | 8     | 9     | 7     | 1     | 0     | 0        | 0        | 0        | 0     | 0     | 0     | 0        | 0     | 0     | 1     | 0     | 1     | 1     | 0        | .000  | .222     | .000     | .222  |
| 2018     | 斗山     | 23    | 34    | 27    | 7     | 6     | 2        | 0        | 1        | 11    | 4     | 0     | 0        | 0     | 1     | 5     | 0     | 1     | 11    | 1        | .222  | .353     | .407     | .760  |
| 2019     | 斗山     | 41    | 52    | 47    | 8     | 8     | 2        | 0        | 0        | 10    | 2     | 0     | 1        | 0     | 0     | 4     | 0     | 1     | 16    | 0        | .170  | .250     | .213     | .463  |
| 2020     | 斗山     | 27    | 19    | 16    | 5     | 3     | 1        | 0        | 0        | 4     | 0     | 0     | 0        | 0     | 0     | 1     | 0     | 2     | 4     | 0        | .188  | .316     | .250     | .566  |
| 2021     | 斗山     | 5     | 3     | 3     | 1     | 0     | 0        | 0        | 0        | 0     | 0     | 0     | 0        | 0     | 0     | 0     | 0     | 0     | 2     | 0        | .000  | .000     | .000     | .000  |
| KBO：7年 | KBO：7年 | 143   | 136   | 119   | 30    | 19    | 5        | 0        | 1        | 27    | 6     | 4     | 4        | 0     | 1     | 11    | 0     | 5     | 42    | 1        | .160  | .257     | .227     | .484  |

### 背番号
- 59 （2013年 - 2015年）
- 62 （2018年）
- 49 （2019年 - 2021年）